# Samsung Heavy Industries
Samsung Heavy Industries eller SHI(KRX: 010140

) (koreansk: 삼성중공업, Hanja: 三星重工業) er en sydkoreansk industri- og ingeniørvirksomhed, som er blandt verdens tre største skibsbyggere. Selskabet er et datterselskab til Samsung-koncernen, der er Sydkoreans største. SHI fokuserer primært på skibsbyggeri, offshore flydere, portalkraner, digitale enheder til skibe og andre konstruktions- og ingeniørprodukter.
SHI har fabrikker i såvel hjemlandet som udlandet. De omfatter skibsblok-fabrikker i Ningbo og Rongcheng i Kina. Geoje Skibsværft er Samsungs største i Sydkorea.

## Historie
Samsung Heavy Industries blev etableret i 1974, da virksomhedens Changwon-fabrik åbnede. SHI opkøbte snart Woojin og byggede Geoje skibsværftet. Senere blev Daesung Heavy Industries opkøbt i 1983.
Siden årtusindskiftet har Samsung også bygget store passagerskibe. I 2009 indgik SHI en kontrakt om at bygge et nyt cruise-skib ved navn Utopia, som bliver det største passagerskib bygget i Asien.